# Nicolaus från Autrecourt
Nicolaus från Autrecourt, född cirka 1299 i Autrécourt, död i juli 1369 i Metz, var en fransk filosof och teolog.
Han är mest känd som filosof därför att han i sina skrifter och böcker utvecklade en stark skepticism gentemot de extremt logiska filosofiska slutsatser som fanns att tillgå och som utkom under hans levnadstid. Han brukar oftast kallas för den stora medeltida skeptikern. På grund av sitt ifrågasättande av den rådande orsakslära fick han epitetet "medeltidens Hume". Nicolaus ansåg att vi endast kan ha säker kunskap om få saker, bland annat våra egna sinnesintryck.
Man vet inte idag om han helt och hållet stod bakom alla de åsikter som han sägs ha haft i fråga om sitt filosofiska tänkande, men man vet att den 19 maj 1346 blev hans slutsatser fördömda av påven Clemens VI som kätterska och att hans böcker därefter blev offentligt brända.